# 中川パラダイス
中川 パラダイス（なかがわパラダイス、本名：中川 和宗（なかがわ たかむね）、1981年4月12日 - ）は、日本のお笑いタレント。お笑いコンビ・ウーマンラッシュアワーの主にツッコミ担当。相方は村本大輔。

## 来歴
学生時代、同級生と漫才をしたことをきっかけに芸人を志す。しかし、デビュー後はオーディションに落ちる日々が続いた。そのため、一度芸人を辞めていた。
NSCの同期から「俺、解散したからコンビ組んで一緒にやらない?」と誘われたことをきっかけに、再び芸人の道に戻り、コンビを結成。しかし、その後再び解散。
2008年9月に、村本とウーマンラッシュアワーを結成する。同年10月に現在の芸名に改名。
2011年12月8日、自身のブログにて知人の紹介で知り合った一般女性と結婚することを発表。翌年1月1日に入籍した。
2012年7月29日、第一子となる長男が誕生した。
2013年12月に開催されたTHE MANZAI 2013でウーマンラッシュアワーとして優勝する。
2019年、チェリー吉武のライブに自身がゲスト出演した際に「M-1チャンピオンになろう！」と呼びかけたことから、事務所の垣根を超え、「中川パラダイスとチェリー吉武」というコンビを結成。M-1グランプリ2019に出場し、結果は2回戦敗退。
2021年8月15日、Period. が作曲、プロデュースした楽曲「UTSUSEMI」が発表された。中川のYouTubeチャンネルにアップロードされている他、配信サイトでも聴くことができる。
相方・村本の渡米が決定して以降はウーマンラッシュアワーとしての活動はほぼ休止状態であるが、2022年頃からは番組や舞台で共演して打ち解けた事をきっかけに鳥居みゆきとユニット「鳥居パラダイス」を組んで単独ライブを開催するなどしている。

## 人物
身長173cm、体重63kg、血液型B型。趣味はパチンコ、マンガ、携帯ゲーム。
大阪府出身。
兄が1人いる。
柔道有段者で黒帯である。
昔、大阪でカラーギャングをやっていた。
天然パーマであり、前髪だけストレートパーマをあてることが多い。前髪が内側にはねていたことから、小学校の時のあだ名は「セーラームーン」だった。
丸顔が特徴的で、ネタで「アンパンマン」「実写版セサミストリート」などと言われている。
大阪NSC23期生、同期には、友近、チーモンチョーチュウ、ムーディ勝山、西森洋一（モンスターエンジン）、ガリガリガリクソン、三浦マイルド、市川義一（女と男）、おいでやす小田、ビコーン!、ナオ・デストラーデ、ダンシングヒーロー、ジャンふじたに、小米良啓太（夫婦円満）、今別府直之、太田芳伸、吉田裕、ボス水野、奥重敦史などがいる。

## エピソード
- 相方の村本はアメリカへ進出するため、語学学習や独演会で海外へ行くことが多くなっている。その際はウーマンラッシュアワーとしての活動がなくなり、中川の月の収入が3万円しかなかったことがあった[13]。
- 村本がいなくても1人で食べていけるようになるため、ピンでの劇場出演や単独ライブも積極的に行っていたものの成果は上がらず2022年の時点で月給は30,000円台まで下がっていることもある。[14]。
- 結婚して妻と息子がいることから独身の村本にネタにされている。夫婦や家族でのテレビ出演も増えている[15]。
- 『ミレニアムズ』で共演した春日俊彰（オードリー）を夜遊びに連れ出す悪友だったが、春日の結婚直後に発覚した浮気問題に関わっていたため[16]、春日の妻は中川のことを「諸悪の根源」として会うことを禁じている[17]。
- ゲーム配信などを開始したものの2022年には再び給料が3万円台になっている。

## ギャグ
「プッシュ！プッシュ！」「パーラダーイス」「ガリラッパガリラッパペナーレペナーレ」などのギャグがある。

## 単独での出演

### テレビ
- 水曜日のダウンタウン(TBS、2018年11月14日、2019年3月6日、2020年7月29日、2020年12月2日 など)
- さんまのお笑い向上委員会(フジテレビ、2017年3月25日、2019年10月5日・12日・26日、2020年12月19日  など )
- じっくり聞いタロウ〜スター近況（秘）報告〜(テレビ東京、  2018年11月22日、2019年1月31日 、2019年04月12日など)

### ドラマ
- マネーの天使〜あなたのお金、取り戻します!〜（読売テレビ、2016年1月7日）宝田ラーメンの店員 役

### インターネット番組
- むっつり春日（2019年3月8日 - 29日、FOD フジテレビオンデマンド）

### テレビアニメ
- きんだーてれび「あわじしまの七福神」（2020年10月5日 - 2021年、きんだーてれび枠内ショートアニメ） - 寿老人 役
- 魔法が解けて (Netflix)- タービッシュ、道化師 役

### 映画
- 劇場版 米寿の伝言（2025年5月10日） - 佐々木 役[18]